# Rejkovice (Louňovice pod Blaníkem)
Rejkovice jsou malá vesnice, část městyse Louňovice pod Blaníkem v okrese Benešov. Nachází se asi 2,5 km na jihovýchod od Louňovic pod Blaníkem. V roce 2009 zde bylo evidováno 6 adres.
Rejkovice leží v katastrálním území Býkovice u Louňovic o výměře 3,86 km².

## Historie
První písemná zmínka o vesnici pochází z roku 1420.